# Spoorlijn 56
Spoorlijn 56 was een Belgische spoorlijn tussen Grembergen en Sint-Niklaas van 19 km lang.

## Geschiedenis

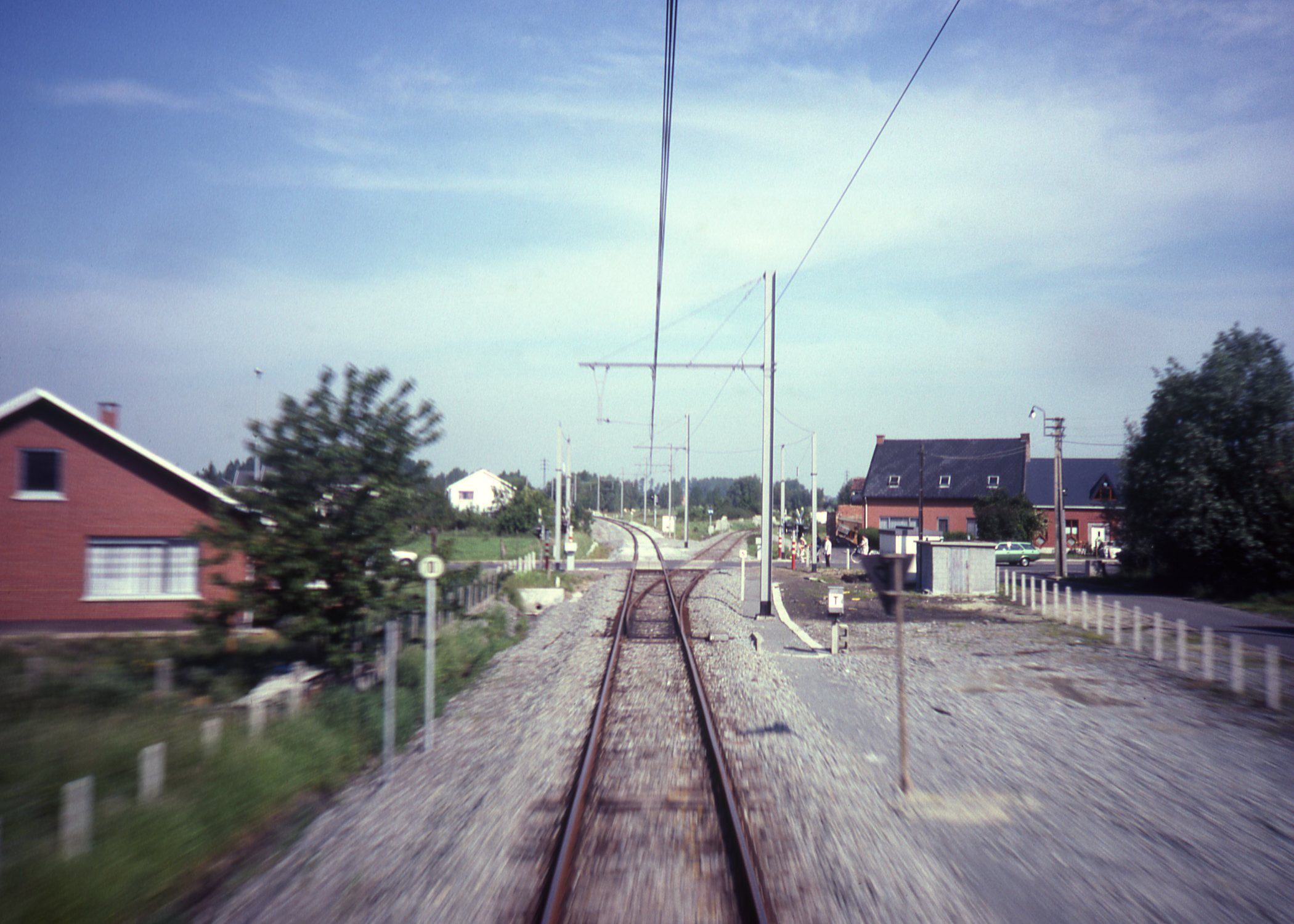
De spoorlijn Lokeren Dendermonde na elektrificatie. Hier is de aftakking te zien van de vroegere spoorlijn naar Sint Niklaas (lijn 56). Was in 1981 nog in dienst als industriële aansluiting.

De spoorlijn "Termonde-Saint-Nicolas" (uitgebaat door de laatste opgerichte privé-spoorwegmaatschappij die ook de laatste in de 19de eeuw toegekende concessie kreeg) werd geopend op 25 januari 1875 (baanvak Grembergen - Hamme; tussen Dendermonde en Grembergen werd gebruikgemaakt van de reeds bestaande lijn 57) en 14 december 1877 (baanvak Hamme - Sint-Niklaas-West). In Sint-Niklaas-West was er oorspronkelijk geen verbinding met de toen nog smalsporige lijn 59 Antwerpen - Gent. Wel liep er een verbindingsboog van Station Sint-Niklaas-West naar spoorlijn 54 "Mechelen-Terneuzen" in de richting van Hulst (over de huidige Joseph Lonckestraat), zodat materieelovergave met deze spoorweg mogelijk was. De situatie veranderde toen de lijn Antwerpen - Gent in 1896 genationaliseerd en op normaalspoor gebracht werd, en toen de concessie van de "Termonde-Saint-Nicolas" in 1908 werd terug gekocht door de staat. Op 1 januari 1909 begon de staat lijn 56 zelf te exploiteren.
Het reizigersverkeer werd opgeheven op 2 juni 1957. Nadien bleef er nog goederenverkeer op de baanvakken Sint-Niklaas - Waasmunster (tot in 1964) en Grembergen - Hamme (tot 28 oktober 1982). Enkel de industrieaansluiting naar het bouwmaterialenbedrijf Scheerders-Van Kerchove bleef tot in de jaren 90 bestaan. Delen van de bedding zijn bewaard gebleven en omgevormd tot fietspad.

## Aansluitingen
In de volgende plaatsen was er een aansluiting op de volgende spoorlijnen:
Y Grembergen
Spoorlijn 57 tussen Aalst en Lokeren
Sint-Niklaas
Spoorlijn 54 tussen Y Heike en Terneuzen
Spoorlijn 59 tussen Y Oost-Berchem en Gent-Dampoort